# Entrevernes
Entrevernes este o comună în departamentul Haute-Savoie din sud-estul Franței. În 2009 avea o populație de 202 de locuitori.

## Evoluția populației
| An        | 1975 | 1982 | 1990 | 1999 | 2006 | 2009 |
| --------- | ---- | ---- | ---- | ---- | ---- | ---- |
| Populație | 135  | 146  | 179  | 168  | 193  | 202  |